# Мануель де Вадільйо-і-Веласко
Мануель де Вадільйо-і-Веласко (ісп. Manuel de Vadillo y Velasco) — іспанський державний діяч, секретар Універсального бюро (посада, аналогічна до посади голови уряду) Іспанії за часів правління короля Філіпа V.